# Beate Schmidt (Serienmörderin)
Beate Schmidt (* 5. Oktober 1966 in Lehnin, DDR als Wolfgang Schmidt) beging zwischen 1989 und 1991 sechs Morde und drei versuchte Morde. Dadurch ging sie lange vor ihrer Namensänderung als Serienmörder in die Kriminalgeschichte Deutschlands ein. Schmidt wurde aufgrund von Boulevardpresseberichten auch als Rosa Riese, Beelitz-Mörder  oder Bestie von Beelitz  bekannt.

## Taten

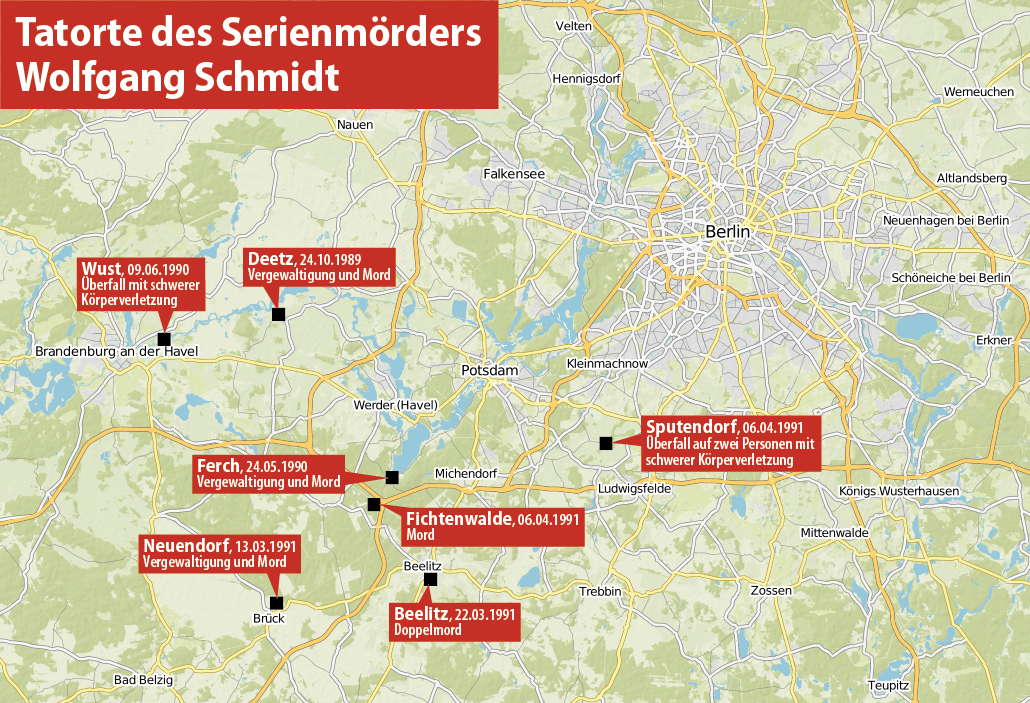
Tatorte

Bis April 1989 war Schmidt als zehnjährig verpflichteter Berufsunteroffizier im Dienstgrad eines Hauptwachtmeisters der VP bei der 20. Volkspolizei-Bereitschaft Potsdam tätig, wurde dann aber aufgrund der Teilnahme an einer illegalen neonazistischen Feier des sogenannten „Führergeburtstags“ gemeinsam mit Kollegen entlassen. Schmidt beging den ersten Mord wenige Monate später im Alter von 23 Jahren. Insgesamt verübte Schmidt sechs Morde und beging drei Mordversuche im Zeitraum von 1989 bis 1991. Mit einer Ausnahme handelte es sich bei den Opfern um Frauen im Alter zwischen 34 und 66 Jahren. Sie wurden auch sexuell missbraucht. Eines der Opfer war ein Säugling.
Die zur Last gelegten Taten:
- 24. Oktober 1989: Vergewaltigung und Ermordung einer 51-jährigen Frau in Deetz
- 24. Mai 1990: Vergewaltigung und Ermordung einer 45-jährigen Frau in Ferch
- 9. Juni 1990: Überfall auf eine Frau in Wust; das Opfer überlebte schwer verletzt
- 13. März 1991: Vergewaltigung und Ermordung einer 34-jährigen Frau in Neuendorf
- 22. März 1991: Doppelmord an einer 44-jährigen Frau und ihrem 3 Monate alten Baby in Beelitz
- 6. April 1991: Überfall mit einem Messer auf zwei 12-jährige Mädchen in Sputendorf, die schwer verletzt überlebten
- 6. April 1991: Ermordung einer 66-jährigen Frau in Fichtenwalde

## Ermittlungen, Ergreifung und Verurteilung
Nachdem die zwei 12-jährigen Mädchen, die Schmidt am 6. April 1991 angegriffen und schwer verletzt hatte, sich durch Gegenwehr hatten retten und fliehen können, ermöglichten sie es der Polizei, ein Phantombild zu erstellen. Für Hinweise zur Ergreifung wurde eine Belohnung von 20.000 DM ausgesetzt. In der Folge gingen bei der Polizei über 1000 Hinweise ein. Unter anderem meldeten sich auch die Eltern von Schmidts Verlobter und wiesen auf erhebliche Ähnlichkeit Schmidts mit dem Phantombild hin; dem Hinweis wurde aber nicht näher nachgegangen.
Am 1. August 1991 wurden zwei Männer beim Joggen auf eine Person aufmerksam, die bei ansonsten maskuliner Erscheinung Damenbekleidung trug und sexuelle Handlungen an sich vollzog. Nach Überwältigung durch die Jogger und Übergabe an die Polizei wurde die Person als Schmidt identifiziert. In der Untersuchungshaft gestand Schmidt kurz darauf die Morde an den fünf Frauen und einem Säugling.
Ende November 1992 wurde Schmidt zu einer Freiheitsstrafe von 15 Jahren verurteilt. Eine Unterbringung im Maßregelvollzug wurde angeordnet. Die Freiheitsstrafe wurde in der JVA Brandenburg verbüßt, die Unterbringung erfolgte im Maßregelvollzug Brandenburg/Havel. Aufgrund eines sexuellen Fetischismus für rosafarbene Damendessous und einer Körpergröße von 1,90 m wurde Schmidt in den Medien als Rosa Riese betitelt. Da Schmidt die Tat mit dem größten Medienecho – den Doppelmord – nahe der Ortschaft Beelitz verübte, war in den Medien auch vom Beelitz-Mörder und der Bestie von Beelitz die Rede.
Im Juli 2013 hatte Schmidt bereits 22 Jahre Freiheitsstrafe und anschließende Unterbringung im Maßregelvollzug Brandenburg/Havel verbüßt. Zu diesem Zeitpunkt wurden ihre Haftbedingungen gelockert, sie darf das frei zugängliche Gelände aber nicht verlassen. 2010 sagte sie der Bild-Zeitung, man solle sie nie wieder frei lassen, außerdem schätze sie sich selbst als unberechenbar ein. Während ihrer Haft wurde sie des Weiteren beschuldigt, eine Mitinsassin vergewaltigt zu haben, welche anschließend einen Suizidversuch beging. Der Vorwurf konnte jedoch nicht bewiesen werden.

## Gerichtsberichterstattung
Mit Gisela Friedrichsen und Gerhard Mauz berichteten zwei seinerzeit prominente Gerichtsberichterstatter des Spiegel ausführlich über den Fall, Friedrichsen kurz vor und Mauz kurz nach der Verurteilung.

### Gisela Friedrichsen
Friedrichsen schrieb Anfang November 1992, Schmidt habe sich dem sachverständigen Gutachter in einer Weise geöffnet, „wie es noch kein Angeklagter, der so schrecklicher Taten beschuldigt wurde, je getan“ habe. Täter wie Schmidt würden ausgegrenzt „als bedrohliche, gefühllose, brutale Bestien, als Monster außerhalb der menschlichen Gesellschaft“. Den Phantasien werde in der Öffentlichkeit freier Lauf gelassen. Sie zitierte einen auf Sexualstraftäter spezialisierten Sexualwissenschaftler:

„Die Geschichten und Greueltaten der ,großen Massen- und Lustmörder‘ finden immer wieder soviel Anklang, daß sie für die Boulevardpresse verläßliche Evergreens in Zeiten der Flaute sind. Solche Berichte füllen offenbar eine Lücke und decken einen Bedarf. Ihre sozialpsychologische Funktion wird an den elementaren, urtümlichen und ungebremsten Reaktionen einer breiten Bevölkerung auf sexuelle Gewalttaten sichtbar: Es tauchen archaische Affekte von Rache und Vergeltung auf […] Solche Reaktionen tragen offensichtlich selbst ein sadistisches Gepräge […].“

Die Wünsche zu morden hätten, so Friedrichsen, eine Vorgeschichte gehabt, die bis in die Kindheit zurückreichte. Schorsch habe in seinem gemeinsam mit Nikolaus Becker verfassten Buch Angst, Lust, Zerstörung über den Fetischismus geschrieben, dass mit den perversen Handlungen Wünsche nach körperlicher Nähe mit der als unzugänglich erlebten Mutter illusorisch erfüllt, aber auch „eine archaische Identifizierung und Verschmelzung mit der Mutter“ angestrebt werde. Über die Jahre habe Schmidt, wie Friedrichsen mitteilte, die Praktiken mit seinen Fetischen zunehmend ausgebaut. Nicht alles sei seiner Mutter verborgen geblieben, so dass er durch sie zunehmend harten Bestrafungen unterworfen wurde. Alles in allem gab das Bild, das Friedrichsen von Schmidt gewann, eine im Wesentlichen durchschnittliche Biografie neben einer „heillos gestörten inneren Welt“ zu erkennen.

### Gerhard Mauz
Anders als Gisela Friedrichsen, die im Vorfeld der Verurteilung auf die Vorgeschichte von Schmidt abhob, befasste sich Mauz im Nachgang zur Verurteilung vom 30. November 1992 ausführlich mit der Begutachtung von Schmidt, die zur Frage der Schuldfähigkeit in Auftrag gegeben wurde.
Mauz eröffnete mit dem Hinweis auf einen „Journalismus der verbrannten Erde“, von dem im Zusammenhang mit dem Fall Schmidt bereits zu Beginn des Jahres in der Süddeutschen Zeitung die Rede gewesen sei. Dieser Fall sei ein „rabenschwarzes Kapitel in der Geschichte des Journalismus“ gewesen, so Mauz. Als Schmidt verhaftet wurde, sei seine Verlobte schwanger gewesen und habe sich einer „öffentlichen Aufforderung“ zur Abtreibung ausgesetzt gesehen. Die Verteidigung habe einer medialen „öffentlichen Hinrichtung“ gegenübergestanden. Schmidt habe den „Angehörigen Leid zugefügt, an dem sie bis zu ihrem Lebensende tragen“ würden, doch sei es „irreführend“, Schmidt „als Ausgeburt der Hölle darzustellen“. Zu einer solchen Tat sei „der Mensch unter unglücklichen Umständen fähig“. Der Versuch zu verstehen diene nicht der Exkulpation, sondern der, wenn auch geringen, so doch möglichen Einsicht, die helfen könnte, solcherlei Umstände gar nicht erst entstehen zu lassen oder sie „wenigstens zu erkennen, bevor sie so entsetzliche Folgen haben wie in diesem Fall“. Für Schmidts Entwicklung erinnerte Mauz an die Darstellung seiner Kollegin Friedrichsen, die er kurz zusammenfasste.
Der forensische Psychiater Wilfried Rasch, seinerzeit Direktor des Instituts für forensische Psychiatrie in Berlin und kurz vor der Emeritierung, begutachtete Schmidt. Er habe eine „sexualpathologische Entwicklung“ diagnostiziert, in der sich, wie Mauz Rasch zitierte, „fetischistische, koprophile, transvestitische und sadistische Elemente“ fänden – den gesetzlichen Formeln des § 20 StGB entsprechend eine sogenannte „schwere andere seelische Abartigkeit“. Allerdings empfahl Rasch dem Gericht, nicht von Schuldunfähigkeit gem. § 20 StGB, sondern lediglich von verminderter Schuldfähigkeit nach § 21 StGB auszugehen und ihn in einem psychiatrischen Krankenhaus gem. § 63 StGB unterzubringen.
In seinem Gutachten zog Rasch nach Angaben von Schmidts Verteidiger Vergleiche mit dem 1966 gefassten Serienmörder Jürgen Bartsch, der ebenfalls von ihm begutachtet worden war. Doch anders als dort habe er bei Schmidt „von einer echten Perversion“ gesprochen, aus der eine Sucht wurde, die Schmidt nicht mehr habe kontrollieren können. Der Prozess habe „neue Einblicke in die Anfänge derart katastrophaler Entwicklungen gebracht“, schrieb Mauz und brachte seine Hoffnung zum Ausdruck, die Wissenschaft werde sie „hoffentlich verarbeiten“. Es habe „Anzeichen gegeben, die aber aus nicht vorwerfbarer Unkenntnis übersehen, als kindische Ungezogenheit empfunden“ worden seien. Abschließend lobte Mauz den vorsitzenden Richter Hans Walter Ehrenstein, der habe dieses „bedrückende“ und zuweilen „fast lähmende“ Verfahren „fair und hochanständig geleitet“.

## Transgeschlechtlichkeit
Laut eigener Aussage sowie zahlreichen Presseberichten zu ihrer Transgeschlechtlichkeit beantragte Schmidt gerichtlich die Änderung des Vornamens sowie die Korrektur der personenstandsrechtlichen Geschlechtszuordnung. Das Gericht gab dem Antrag auf Namensänderung 2001 statt.

## Adaptionen
Neben zahlreichen Fernseh-Dokumentationen wurden Schmidts Serienmorde auch in einem Theaterstück thematisiert. Anna Langhoff verfasste für das Berliner Ensemble im Auftrag von Heiner Müller das Theaterstück Schmidt Deutschland – Der Rosa Riese. Der Fall diente Rosa von Praunheim als Anregung für einen Theaterworkshop mit Jugendlichen in Brandenburg an der Havel. Daraus entstand sein Film Der rosa Riese aus dem Jahr 2008 mit Charly Hübner in der Titelrolle.